# Association sportive féminine de Gafsa
Maillots
Actualités
L'Association sportive féminine de Gafsa (arabe : الجمعية الرياضية النسائية بقفصة), plus couramment abrégé en AS féminine de Gafsa, est un club tunisien de football féminin fondé en 2006 et basé dans la ville de Gafsa.

## Palmarès
- Coupe de Tunisie
  - Vainqueur : 2019[2]